# Tournoi d'Amérique du Nord, centrale et Caraïbe de football des moins de 17 ans 2005
 (septembre 2018).
Si vous disposez d'ouvrages ou d'articles de référence ou si vous connaissez des sites web de qualité traitant du thème abordé ici, merci de compléter l'article en donnant les références utiles à sa vérifiabilité et en les liant à la section « Notes et références ».
Navigation
Canada/Guatemala 2003 Honduras/Jamaïque 2007
Le Tournoi d'Amérique du Nord, centrale et Caraïbe de football des moins de 17 ans 2005 est la douzième édition du Championnat d'Amérique du Nord, centrale et Caraïbe de football des moins de 17 ans, qui se déroule au Costa Rica et au Mexique, du 12 avril au 3 juillet 2005.

## Groupe A

### Classement
| Rang | Équipe     | Pts | J | G | N | P | Bp | Bc | Diff |
| ---- | ---------- | --- | - | - | - | - | -- | -- | ---- |
| 1    | États-Unis | 7   | 3 | 2 | 1 | 0 | 6  | 2  | +4   |
| 2    | Costa Rica | 6   | 3 | 2 | 0 | 1 | 6  | 3  | +3   |
| 3    | Cuba       | 2   | 3 | 0 | 2 | 1 | 3  | 5  | -2   |
| 4    | Salvador   | 1   | 3 | 0 | 1 | 2 | 3  | 7  | -4   |

### Matchs
| 12 avril 2005 | Salvador                                                               | 0 - 3 | États-Unis                                | Heredia                                   |                                           |
|               |                                                                        |       | Soroka 18e · Nakazawa 28e · Zimmerman 87e | Spectateurs : 250 Arbitrage : Elmar Rodas | Spectateurs : 250 Arbitrage : Elmar Rodas |
|               | « Rapport »(Archive.org • Wikiwix • Archive.is • Google • Que faire ?) |       |                                           | Spectateurs : 250 Arbitrage : Elmar Rodas | Spectateurs : 250 Arbitrage : Elmar Rodas |

| 12 avril 2005 | Costa Rica                                                             | 3 - 0 | Cuba | Heredia                                         |                                                 |
|               | Solórzano 14e 56e · Guardia 42e                                        |       |      | Spectateurs : 800 Arbitrage : Lucinio Rodríguez | Spectateurs : 800 Arbitrage : Lucinio Rodríguez |
|               | « Rapport »(Archive.org • Wikiwix • Archive.is • Google • Que faire ?) |       |      | Spectateurs : 800 Arbitrage : Lucinio Rodríguez | Spectateurs : 800 Arbitrage : Lucinio Rodríguez |

| 14 avril 2005 | Cuba                                                                   | 1 - 1 | États-Unis   | Heredia                                       |                                               |
|               | Hernández 64e                                                          |       | Nakazawa 1re | Spectateurs : 1 000 Arbitrage : Rolando Vidal | Spectateurs : 1 000 Arbitrage : Rolando Vidal |
|               | « Rapport »(Archive.org • Wikiwix • Archive.is • Google • Que faire ?) |       |              | Spectateurs : 1 000 Arbitrage : Rolando Vidal | Spectateurs : 1 000 Arbitrage : Rolando Vidal |

| 14 avril 2005 | Costa Rica                                                             | 2 - 1 | Salvador    | Heredia                                       |                                               |
|               | García 29e · Sandoval 83e                                              |       | Escobar 47e | Spectateurs : 1 000 Arbitrage : Manuel Glower | Spectateurs : 1 000 Arbitrage : Manuel Glower |
|               | « Rapport »(Archive.org • Wikiwix • Archive.is • Google • Que faire ?) |       |             | Spectateurs : 1 000 Arbitrage : Manuel Glower | Spectateurs : 1 000 Arbitrage : Manuel Glower |

| 16 avril 2005 | Cuba                                                                   | 2 - 2 | Salvador                 | Heredia                                          |                                                  |
|               | Hernández 19e · Villegas 26e                                           |       | Serrano 43e · Flores 84e | Spectateurs : 2 000 Arbitrage : Steven Del Piero | Spectateurs : 2 000 Arbitrage : Steven Del Piero |
|               | « Rapport »(Archive.org • Wikiwix • Archive.is • Google • Que faire ?) |       |                          | Spectateurs : 2 000 Arbitrage : Steven Del Piero | Spectateurs : 2 000 Arbitrage : Steven Del Piero |

| 16 avril 2005 | Costa Rica                                                             | 1 - 2 | États-Unis                 | Heredia                                           |                                                   |
|               | Quesada 66e                                                            |       | Besagno 10e · Gonzalez 60e | Spectateurs : 3 500 Arbitrage : Lucinio Rodríguez | Spectateurs : 3 500 Arbitrage : Lucinio Rodríguez |
|               | « Rapport »(Archive.org • Wikiwix • Archive.is • Google • Que faire ?) |       |                            | Spectateurs : 3 500 Arbitrage : Lucinio Rodríguez | Spectateurs : 3 500 Arbitrage : Lucinio Rodríguez |

## Groupe B

### Classement
| Rang | Équipe   | Pts | J | G | N | P | Bp | Bc | Diff |
| ---- | -------- | --- | - | - | - | - | -- | -- | ---- |
| 1    | Mexique  | 9   | 3 | 3 | 0 | 0 | 7  | 0  | +7   |
| 2    | Honduras | 4   | 3 | 1 | 1 | 1 | 3  | 4  | -1   |
| 3    | Canada   | 3   | 3 | 1 | 0 | 2 | 5  | 4  | +1   |
| 4    | Haïti    | 1   | 3 | 0 | 1 | 2 | 1  | 8  | -7   |

### Matchs
| 17 mai 2005 | Canada                                                                 | 0 - 2 | Honduras               | Culiacán                                      |                                               |
|             |                                                                        |       | Avila 4e · Sánchez 43e | Spectateurs : 200 Arbitrage : Ricardo Salazar | Spectateurs : 200 Arbitrage : Ricardo Salazar |
|             | « Rapport »(Archive.org • Wikiwix • Archive.is • Google • Que faire ?) |       |                        | Spectateurs : 200 Arbitrage : Ricardo Salazar | Spectateurs : 200 Arbitrage : Ricardo Salazar |

| 17 mai 2005 | Mexique                                                                | 2 - 0 | Haïti | Culiacán                                          |                                                   |
|             | Esparza 10e · Dos Santos 59e                                           |       |       | Spectateurs : 2 500 Arbitrage : Alexandro Jiménez | Spectateurs : 2 500 Arbitrage : Alexandro Jiménez |
|             | « Rapport »(Archive.org • Wikiwix • Archive.is • Google • Que faire ?) |       |       | Spectateurs : 2 500 Arbitrage : Alexandro Jiménez | Spectateurs : 2 500 Arbitrage : Alexandro Jiménez |

| 19 mai 2005 | Canada                                                                 | 5 - 0 | Haïti | Culiacán                                   |                                            |
|             | Lammie 10e 67e · Pereira 31e · Bourgault 45e · Haber 73e               |       |       | Spectateurs : 100 Arbitrage : Joel Aguilar | Spectateurs : 100 Arbitrage : Joel Aguilar |
|             | « Rapport »(Archive.org • Wikiwix • Archive.is • Google • Que faire ?) |       |       | Spectateurs : 100 Arbitrage : Joel Aguilar | Spectateurs : 100 Arbitrage : Joel Aguilar |

| 19 mai 2005 | Mexique                                                                | 3 - 0 | Honduras | Culiacán                                    |                                             |
|             | Andrade 38e · Juárez 42e (pen) · Dos Santos 46e                        |       |          | Spectateurs : 950 Arbitrage : Olguer Mejías | Spectateurs : 950 Arbitrage : Olguer Mejías |
|             | « Rapport »(Archive.org • Wikiwix • Archive.is • Google • Que faire ?) |       |          | Spectateurs : 950 Arbitrage : Olguer Mejías | Spectateurs : 950 Arbitrage : Olguer Mejías |

| 21 mai 2005 | Haïti                                                                  | 1 - 1 | Honduras | Culiacán                                         |                                                  |
|             | Philistin 32e                                                          |       | Sosa 58e | Spectateurs : 700 Arbitrage : José René Guerrero | Spectateurs : 700 Arbitrage : José René Guerrero |
|             | « Rapport »(Archive.org • Wikiwix • Archive.is • Google • Que faire ?) |       |          | Spectateurs : 700 Arbitrage : José René Guerrero | Spectateurs : 700 Arbitrage : José René Guerrero |

| 21 mai 2005 | Mexique                                                                | 2 - 0 | Canada | Culiacán                                        |                                                 |
|             | Villaluz 11e · Ever Guzmán Zavala 86e                                  |       |        | Spectateurs : 3 500 Arbitrage : Ricardo Salazar | Spectateurs : 3 500 Arbitrage : Ricardo Salazar |
|             | « Rapport »(Archive.org • Wikiwix • Archive.is • Google • Que faire ?) |       |        | Spectateurs : 3 500 Arbitrage : Ricardo Salazar | Spectateurs : 3 500 Arbitrage : Ricardo Salazar |

## Barrages
Les deuxièmes de chaque groupe s'affrontent pour déterminer la troisième place qualificative pour la coupe du monde 2005.
| 29 juin 2005 | Costa Rica               | 2 - 1 | Honduras   | San José                                     |                                              |
|              | Quesada 25e · Borges 27e |       | García 39e | Spectateurs : 1 073 Arbitrage : Joel Aguilar | Spectateurs : 1 073 Arbitrage : Joel Aguilar |

| 3 juillet 2005 | Honduras   | 1 - 1 | Costa Rica       | Tegucigalpa                                       |                                                   |
|                | García 84e |       | Quesada 101e a.p | Spectateurs : 2 500 Arbitrage : Rubén Castellanos | Spectateurs : 2 500 Arbitrage : Rubén Castellanos |

## Les qualifiés pour la Coupe du monde
Il s'agit des trois pays qualifiés de la zone CONCACAF pour la Coupe du monde de football des moins de 17 ans 2005, au Pérou : 
- Costa Rica
- États-Unis
- Mexique